# الخوف والحب
الخوف والحب هو فيلم من نوع دراما أُصدر في 19 أبريل 1988. الفيلم من إخراج مارغريث فون تروتا، أما السيناريو فكان من كتابة مارغريث فون تروتا وDacia Maraini ‏. الفيلم مقتبسٌ من الأخوات الثلاث من تأليف أنطون تشيخوف.

## القصة
تقع أحداث الفيلم في إيطاليا والإمبراطورية الروسية.

## طاقم التمثيل
- Gila von Weitershausen [الإنجليزية]‏
- فاني اردانت
- بنيامينو بلاسيدو
- بيتر سيمونيشك
- غيدو البرتي
- Jan Biczycki  [لغات أخرى]‏
- فاليريا غولينو
- غريتا سكاتشي
- Giovanni Grazzini  [لغات أخرى]‏
- دومينيك رزان  [لغات أخرى]‏
- جيامبيرو بيانكي  [لغات أخرى]‏
- باولو هندل
- أغنس بونيت [الإنجليزية]‏
- سيرجيو كاسيليتو
- جيوفاني كولومبو
- Ralph Schicha  [لغات أخرى]‏

## الإنتاج
موسيقى الفيلم التصويرية كانت من تأليف Franco Piersanti ‏.

## وصلات خارجية
- الخوف والحب على موقع IMDb (الإنجليزية)
- الخوف والحب على موقع ألو سيني (الفرنسية)
- الخوف والحب على موقع أول موفي (الإنجليزية)
- الخوف والحب على موقع فيلمافينيتي (الإسبانية)
- الخوف والحب على موقع قاعدة بيانات الأفلام السويدية (السويدية)
- الخوف والحب على موقع قاعدة بيانات الفيلم (الإنجليزية)
- الخوف والحب على موقع ليتربوكسد (الإنجليزية)
- الخوف والحب على موقع كينوبويسك (الروسية)